# Ape Escape: Pumped and Primed
Ape Escape: Pumped and Primed (ガチャメカスタジアム　サルバト～レ, Gacha Mecha Stadium Saru Battle) est un jeu vidéo de type party game développé par SCE Japan Studio et édité par Sony Computer Entertainment, sorti en 2004 sur PlayStation 2.

## Accueil
- GameSpot : 6,4/10[1]
- IGN : 6,3/10[2]